# سلوينية بيضاوية الورق
سلويننيا بيضاوية الورق (الاسم العلمي:Salvinia oblongifolia) هي نوع من النباتات يتبع جنس السلويننيا من الفصيلة السلويننية.